# Virus del bosque Semliki
El virus del bosque Semliki, conocido en inglés como Semliki Forest virus, es un virus perteneciente al género alphavirus que puede causar enfermedad en el hombre y otros animales. Se encuentra en el centro, este y sur de África. Fue aislado por primera vez en 1942 de un mosquito en el bosque Semliki (Uganda) por el Uganda Virus Research Institute.

## Características
Es un virus ARN de cadena simple de sentido positivo, consta de un genoma de 11.5 kb (Kilobases) de tamaño o lo que es lo mismo 11500 pb (pares de bases)  que codifican 9 proteínas.

## Transmisión
Se transmite principalmente por picadura de mosquito, no por vía inhalatoria ni gastrointestinal, aunque en el laboratorio, algunos ratones han quedado infectados por instilación intranasal de partículas infecciosas.

## Enfermedad
La infección por el virus puede provocar en algunos animales, como el caballo, encefalitis. En humanos causa enfermedad febril severa con afectación del estado general, se conoce únicamente un paciente en el que la afección provocó encefalitis con resultado de muerte, tratándose de un enfermo con inmunodeficiencia.